# Операционный риск-менеджмент
Операционный риск-менеджмент (Управление операционными рисками; англ. Operational Risk Management) — процесс управления операционными рисками.

## Цели и задачи управления

### Цели
Цели управления операционным риском могут иметь разный масштаб и приоритет (в зависимости от субъекта, который ставит такие цели).
Для государства и общества целью управления операционными рисками в банках и компаниях является, прежде всего, обеспечение стабильности экономики.
Для владельцев и менеджмента конкретной организации важны практические цели, достижение которых несёт экономические выгоды и поддаётся однозначной количественной или качественной оценке.
Так, на практике менеджмент компаний обычно ставит следующие группы целей:
1. Минимизация убытков организации (в том числе устранение несовершенства процессов);
2. Обеспечение стабильности бизнеса;
3. Обеспечение достаточности капитала для покрытия будущих убытков (максимально точная оценка будущих убытков);
4. Повышение статуса организации (для улучшения условий привлечения ресурсов, для получения различных режимов благоприятствования, для повышения рейтинга, например, перед IPO).

### Задачи
Для менеджмента организации важна прозрачность и понятность задач, которые будут способствовать достижению указанных выше целей.

## «Линии обороны»
В Базельских соглашениях и основанных на них предписаниях Банка России предусмотрены три «линии обороны» (англ. «lines of defense»):
1. Управление направлениями деятельности (англ. Business line management) — распознавание и управление рисками, присущими банковским продуктам, соответствующим процессам и IT-системам;
2. Независимая корпоративная функция управления операционными риском (англ. Independent operational risk management function) — (i) оценка операционных рисков, (ii) выстраивание процесса отчётности об операционных рисках, (iii) организация деятельности комитетов по риску для оценки и мониторинга операционных рисков, (iv) представление отчётности совету директоров.
Роль второй «линии обороны» в банках возложена на функцию управления операционным риском (ФУОР; англ. Corporate Operational Risk Function; CORF);
3. Независимый анализ (англ. Independent reviews) — выполняется особо подготовленными компетентными сотрудниками, не участвующими в разработке системы управления операционными рисками.

## Принципы управления
Базельский комитет выделяет следующие 11 принципов операционного риск-менеджмента:
1. Строгая культура управления рисками.
Совет директоров и/или старшие управляющие должны:
  - Заложить основу надёжной культуры риск-менеджмента;
  - Утвердить кодекс поведения или этическую политику, распространяемые на всех сотрудников;
  - Проводить подготовку сотрудников в области операционного риска.
2. Разработка, внедрение и поддержка Системы управления.
Совет директоров и/или старшие управляющие должны:
  - Иметь полное представление о природе и сложности рисков, присущих портфелю банковских продуктов, услуг и видов деятельности;
  - Полностью интегрировать Систему управления в общий процесс управления рисками банка.
3. Одобрение и периодический анализ Системы управления.
Совет директоров и/или старшие управляющие должны:
  - Сформировать культуру управления рисками для понимания характера и величины операционного риска;
  - На регулярной основе анализировать Систему управления;
  - Выработать для менеджеров чёткое руководство о принципах операционного риск-менеджмента;
  - Обеспечивать независимый анализ Системы управления;
  - Контролировать применение лучших практик операционного риск-менеджмента;
  - Выстроить чёткие критерии ответственности менеджмента.
4. Установление и анализ аппетита к риску и допустимого уровня операционного риска.
Совет директоров должен:
  - При одобрении аппетита к риску принимать во внимание все имеющие значение риски;
  - На периодической основе пересматривать аппетит к риску и допустимый уровень операционного риска.
5. Разработка чёткой управленческой структуры.
Совет директоров и/или старшие управляющие должны:
  - Внедрить системы отчётности и отслеживания операционных рисков;
  - Преобразовать Систему операционного риск-менеджмента, утвержденную советом директоров, в конкретные принципы и процедуры, применяемые в различных структурных подразделениях;
  - Выстроить коммуникации между менеджерами, ответственными за операционный риск-менеджмент, и менеджерами, ответственными за управление кредитным, рыночным и другими рисками;
  - Обеспечить достаточный уровень позиции ФУОР-менеджеров;
  - Контролировать необходимый уровень подготовки сотрудников в части операционного риск-менеджмента;
  - Разработать структуру управления, соответствующую масштабу и сложности компании.
6. Выявление операционного риска, присущего всем существенным продуктам, направлениям деятельности, процессам и IT-системам — выполняется исполнительным органом.
7. Организация процесса оценки потенциальных операционных рисков.
Совет директоров и/или старшие управляющие должны:
  - Поддерживать строгий процесс одобрения новых банковских продуктов и процессов;
  - Тщательно пересматривать новые активности и продуктовые линии.
8. Организация процесса регулярного мониторинга операционных рисков и вероятности возникновения существенных убытков.
Совет директоров и/или старшие управляющие должны:
  - На постоянной основе обеспечивать улучшение отчётности по операционным рискам;
  - Обеспечивать своевременную отчётность, включающую в том числе:
    - Информацию о нарушениях аппетита к риску;
    - Информацию о перелимитах;
    - Подробности о недавних реализациях операционного риска;
    - Внешних событиях, могущих повлиять на капитал банка для покрытия операционного риска;
    - Внутренних и внешних факторах операционного риска.
9. Организация внутреннего контроля над применением принципов, процессов и систем;
10. Организация непрерывности ведения основной бизнес-деятельности.
Совет директоров и/или старшие управляющие должны:
  - Разработать планы по обеспечению непрерывности ведения основной бизнес-деятельности;
  - На периодической основе пересматривать вышеуказанные планы;
11. Раскрытие информации для заинтересованных сторон.

## Методы управления
- Риск-аудит операций, процедур и направлений деятельности.
- Сбор и анализ внутренних и внешних данных по операционным рискам.
- Мониторинг ключевых индикаторов риска:
  - англ. Key Risk Indicators; KRI — метрики определяющих факторов риска и подверженности риску.
  - англ. Key Performance Indicators; KPI — формируют представление об операционных процессах и уязвимостях.
- Оценка (включая сценарный анализ) и самооценка операционного риска бизнес-подразделениями (англ. Risk Control Self-Assessments; RCSA).
- Регламентация бизнес-процессов (внутренних правил и процедур).
- Контроль соблюдения законодательства и внутренних правил и процедур.
- Контроль информационно-технологических рисков.
- Обучение и совершенствование системы мотивации персонала.
- Автоматизация бизнес-процессов, в том числе отдельных (стандартных) процедур контроля.
- Регулярная внутренняя отчетность по операционным рискам.
- Разработка планов по обеспечению непрерывности деятельности и действий на случай реализации операционных рисков.
- Страхование от операционных рисков.
- Аутсорсинг отдельных функций.